# Batalla de Tenmokuzan
La Batalla de Temmokuzan (天目山の戦い Temmokuzan no Tatakai?) de 1582 fue un conflicto bélico que se desarrolló durante el período Sengoku de la historia de Japón. Es conocida también como Batalla de Toriibata y es considerada como la última defensa del clan Takeda en contra de los ataques de la coalición Tokugawa-Oda, los cuales habían realizado una serie de campañas en su contra.
En su intento de esconderse de sus perseguidores, Takeda Katsuyori quemó su propio castillo y huyó hacia las montañas hacia otra fortaleza del clan, llamado castillo Iwadono y custodiado por Oyamada Nobushige, un viejo vasallo del clan. Nobushige le negó la entrada a Katsuyori, por lo que este cometió seppuku junto con su hijo mientras que su ejército intentó luchar contra los atacantes, siendo vencidos en su totalidad. 